# اكي أراي
اكي أراي (باليابانية: 新井 一耀) (8 نوفمبر 1993 في تشيبا في اليابان – )؛ هو لاعب كرة قدم ياباني سابق كان يلعب كمدافع.

## وصلات خارجية
- اكي أراي على موقع رابطة كرة القدم اليابانية للمحترفين (اليابانية)
- اكي أراي على موقع قاعدة بيانات كرة القدم.إي يو (الإنجليزية)
- اكي أراي على موقع Soccerway.com (الإنجليزية)
- اكي أراي على موقع عالم كرة القدم.نت (الإنجليزية)
- اكي أراي على موقع كووورة